# Kompetenzzentrum Veterinärdienst und Armeetiere

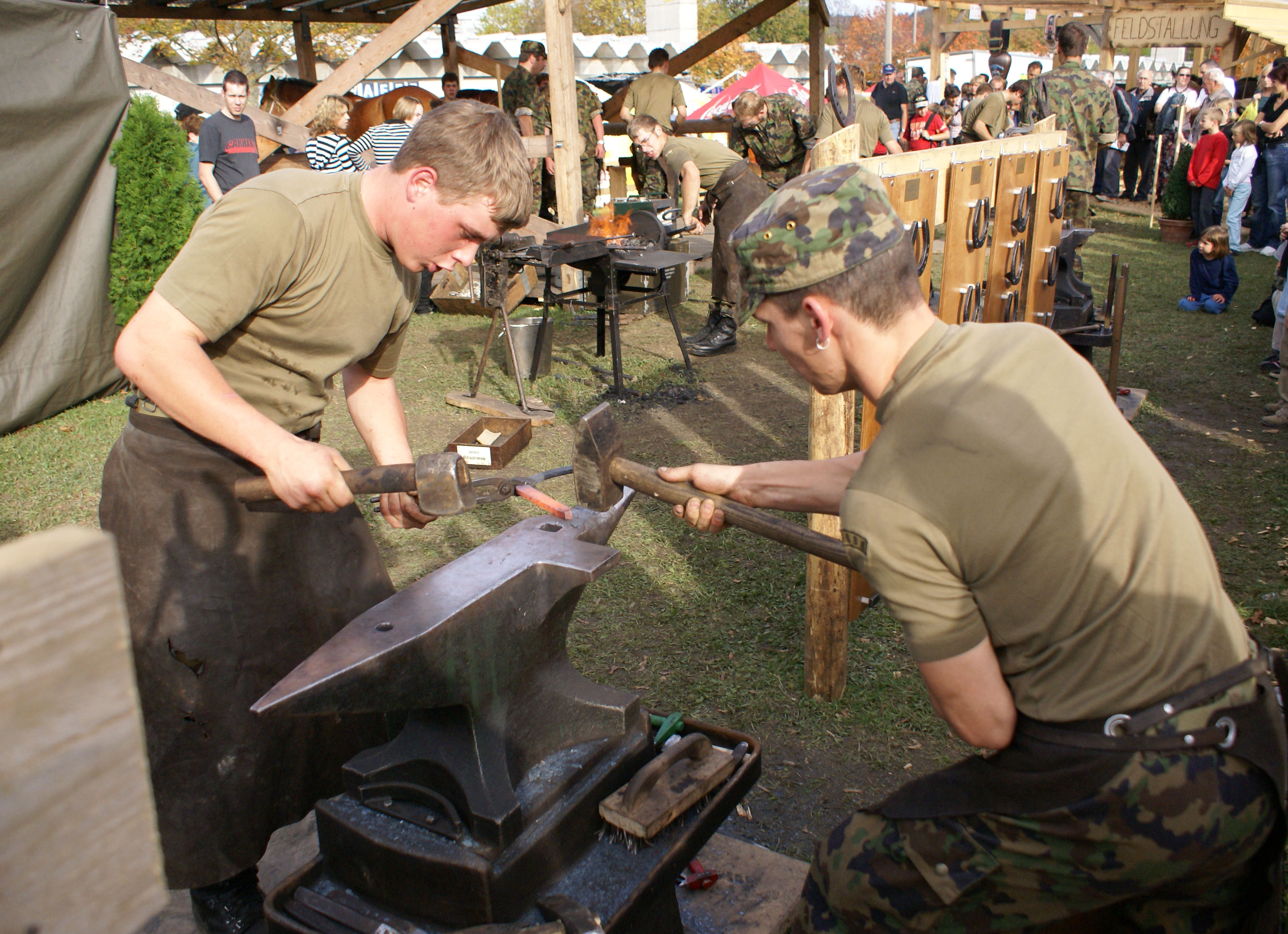
Hufschmiedesoldaten bei der Arbeit

Das Kompetenzzentrum Veterinärdienst und Armeetiere (Kurz: Vet D u A Tiere) wurde im Zuge der Armee XXI geschaffen und vereint alle Truppengattungen der Schweizer Armee, die mit Tieren zu tun haben.
Dabei handelt es sich um folgende Truppengattungen:
- Train: Materialtransport per Pferd, Patrouillenreiter
- Veterinärtruppen: Versorgung kranker und verletzter Tiere sowie Seuchenbekämpfung
- Hundeführer: Schutz- und Katastrophenhunde

Das ehemalige Eidg. Kavallerie Remontendepot in den 1910er

- Hufschmiede

## Standort
Der Standort befindet sich bei Schönbühl, ca. 10 km nördlich von Bern. Das Kompetenzzentrum nutzt das ehemalige Remontendepot der Schweizer Armee Im Sand. Zum Waffenplatz gehört ein Schiessplatz für 300 m und Stellungen für Gefechtsübungen.

## Geschichte
Das ehemalige Remontendepot wurde Anfang des 20. Jahrhunderts für die Quarantäne und Ausbildung der importierten Pferde und für die Kavallerie der Schweizer Armee erstellt.
Im Laufe der Zeit wurde das Remontendepot nicht mehr benötigt und wurde umgenutzt. So wurden die Hufschmiede und das Hundeausbildungszentrum (HAZ) hier untergebracht. Zunächst waren die Veterinärtruppen im Sand stationiert. Mit der Armee XXI kam auch der Train von St. Luzisteig an diesen Standort.

## Rekrutenschule
Die Rekrutenschule im Kompetenzzentrum hebt sich dadurch von anderen Funktionen/Ausbildungen ab, dass hier vorwiegend mit Tieren gearbeitet wird. Gemäss dem Leitzsatz der Schule, «zuerst das Tier, dann der Soldat», wird von den Soldaten erwartet, im Interesse der Tiere auf eigene Wünsche zu verzichten. Die Soldaten erhalten eine fundierte Ausbildung in ihrer Funktion und im Umgang mit den Tieren. Viele der Soldaten arbeiten auch privat mit Tieren zusammen oder haben eine entsprechende Berufsausbildung absolviert (zum Beispiel Hufschmiede). Deshalb ist für viele die Rekrutenschule eine besondere und auch besonders intensive Ergänzung zu ihrer Berufslehre. 
Es handelt sich um eine verhältnismässig kleine Schule, die ganze Kompanie umfasst lediglich etwa 80 Rekruten. Im Kompetenzzentrum Vet D u A Tiere finden pro Jahr nur zwei Rekrutenschulen à 18 Wochen statt, eine Frühlings- und eine Sommer-RS, die Winter-RS entfällt. Ausgebildet werden hier Train-, Veterinär-, Hundeführer- und Hufschmiedesoldaten. 
Jeweils im Mai und im September findet im Komp. Vet D un A Tiere ein Besuchstag statt, an dem Familien, Freunde und allgemein Interessierte einen Einblick in die Arbeit der Rekruten dieser Schule gewinnen können.

## Aufgaben
Neben der Verantwortung für die Ausbildung ist das Kompetenzzentrum auch für den Einsatz der Formationen verantwortlich. Die Soldaten leisten nach ihrer RS, je nach gelerntem Handwerk, ihren Dienst in der Hundeführerkompanie 14, der Veterinärkompanie 3 oder einer der sechs Trainkolonnen (entspricht einer Abteilung). 

### Hundeführer
Die Aufgaben der Hundeführer teilen sich in zwei Kategorien: 
- Schutzhundeführer: Ihre Aufgabe besteht darin, Personen oder Orte zu bewachen oder zu sichern.
- Katastrophenhundeführer: Ihre Hunde werden bei Naturkatastrophen als Assistenz für Rettungstruppen und Zivilschutz eingesetzt. Die Hauptaufgabe der Hunde ist das Auffinden verschütteter Personen.

Da die Hunde für ihre Aufgabe ständig im Training bleiben müssen, gehören alle Hunde den Soldaten. Ihre Pflicht ist es, auch ausserhalb des Dienstes stets für die Einsatzbereitschaft des Teams Sorge zu tragen. Die Hundeführerkompanie leistet ihren Dienst in der Regel in kleinen Detachementen, so dass bei Bedarf ständig eine Anzahl abrufbar ist. 

### Veterinärkompanie
Die Veterinäroffiziere sind die Tierärzte des Militärs. Zusammen mit ihrer Kompanie betreiben sie mobile Tierkliniken und sorgen für kranke oder verletzte Tiere. Ausserdem ist die Kompanie für subsidiäre Einsätze zur Tierseuchenbekämpfung ausgebildet, namentlich dem Entsorgen grosser Mengen an Tierkadavern, der Desinfektion verseuchter Bauernhöfe und der Erstellung von Quarantänezonen. 

### Trainkolonnen
Die Trainkolonnen sind die mit Abstand grössten dem Kompetenzzentrum unterstellten Einheiten. Ihre Aufgaben gliedern sich grob in drei Teile:
- Materialtransporte in allen Lagen, etwa in unwegsamem Gelände, bei unterbrochenen Transportwegen oder bei sehr schlechtem Wetter. Besonders im Gebirge wird der Train für Transporte eingesetzt, wenn andere Möglichkeiten, wie etwa Helikopter oder Seilbahnen, nicht in Frage kommen.
- Subsidiäre Einsätze im Rahmen der Katastrophenhilfe, zur Unterstützung der bereits eingesetzten Mittel der Armee. Aufräumarbeiten nach Sturm-, Überschwemmungs- oder Lawinenschäden; Versorgungstransporte in abgeschnittene und/oder schwer zugängliche Gebiete bei jeder Witterung.
- Geländeüberwachung. Dieser Aufgabe wurde mit der Neuausrichtung im Rahmen der Armee XXI wieder neue Beachtung geschenkt. Soldaten der Traineinheit  erhalten eine Ausbildung als Patrouillenreiter im Rahmen der Raumsicherung, etwa für Grenzüberwachungsaufgaben.